# Corythomantis
Corythomantis es un género de anfibios anuros de la familia Hylidae. Sus especies se distribuyen por el noreste de Brasil.

## Especies
Se reconocen las siguientes según ASW:
- Corythomantis galeata Pombal, Menezes, Fontes, Nunes, Rocha & Van Sluys, 2012
- Corythomantis greeningi Boulenger, 1896